# Parachironomus major
Parachironomus major är en tvåvingeart som först beskrevs av Maurice Emile Marie Goetghebuer 1921.  Parachironomus major ingår i släktet Parachironomus och familjen fjädermyggor.
Artens utbredningsområde är Belgien. Arten är reproducerande i Sverige. Inga underarter finns listade i Catalogue of Life.